# 더 브라스 퀸텟
"더 브라스 퀸텟"(The Brass Quintet)은 한국에서 제작된 유대얼 감독의 2010년 드라마 영화이다. 신승현 등이 주연으로 출연하였다.

## 출연

### 주연
- 신승현
- 박변계
- 전성찬
- 권우유
- 이석주
- 국지연
- 박국선
- 김해오름

### 조연
- 오대환

## 기타
- 프로듀서: 박창훈
- 조명: 김진원
- 조감독: 최준혁
- 녹음: 이상호
- 녹음: 장연귀
- 녹음: 김승용
- 미술: 안주현
- 미술: 문시내